# Lorne Carr-Harris
Lorne Howland Carr-Harris (Kingston, 15 dicembre 1899 – Williamstown, 7 aprile 1981) è stato un hockeista su ghiaccio britannico.

## Palmarès

### Olimpiadi invernali
- Bronzo a Chamonix-Mont-Blanc 1924 nell'hockey su ghiaccio.